# Фастов (железнодорожный узел)
Фастов — железнодорожный узел в городе Фастов Киевской области.

## Станция Фастов-1
Является одной из важнейших узловых станций Юго-Западной железной дороги. Отсюда поезда курсируют в четырёх направлениях:
- Киев-Волынский/Киев-Пассажирский — 57/64 км, электрифицированный двухколейный участок.
- Казатин — 95 км, электрифицированный двухколейный участок.
- Мироновка — 103 км, электрифицированный двухколейный участок.
- Житомир — 101 км, электрифицированный одноколейный участок. Строительство второго пути не планируется.

Объездной путь (ветка) в направлении Казатин — 8-й км (Мироновского направления) — Киев разобран (имела военно-стратегическое значение).
На станции расположен пассажирский вокзал. Рядом с вокзалом установлен вагон-музей объединения УНР и ЗУНР.
Между ст. Фастов-1 и ст. Киев-Пассажирский существует регулярное пригородное сообщение. Время в пути составляет в среднем 1 ч. 25 мин. На станции останавливаются также поезда дальнего следования, за исключением скорых и экспрессов.
| № поезда           | Маршрут движения          | № поезда           | Маршрут движения          |
| ------------------ | ------------------------- | ------------------ | ------------------------- |
| 13                 | Киев — Ужгород            | 14                 | Ужгород — Киев            |
| 15                 | Москва — Будапешт         | 16                 | -                         |
| 49 "Кобзарь"       | Киев — Трускавец          | 50 "Кобзарь"       | Трускавец — Киев          |
| 89                 | -                         | 90                 | Жмеринка — Москва         |
| 93                 | Минск — Одесса            | 94                 | Одесса — Минск            |
| 101/102            | -                         | 101/102            | Херсон — Киев             |
| 105 «Черноморец»   | Киев — Одесса             | 106 «Черноморец»   | -                         |
| 117                | Киев — Черновцы           | 118                | Черновцы — Киев           |
| 121/122 «Николаев» | Киев — Николаев           | 121/122 «Николаев» | Николаев — Киев           |
| 139                | Киев — Каменец-Подольский | 140                | Каменец-Подольский — Киев |
| 143                | Киев — Ивано-Франковск    | 144                | Ивано-Франковск — Киев    |
| 209/210*           | Киев — Николаев           | 209/210*           | Николаев — Киев           |
| 223*               | Киев — Одесса             | 224*               | Одесса — Киев             |
| 227/228*           | -                         | 227/228*           | Бердянск — Киев           |
| 237/238*           | Киев — Симферополь        | 237/238*           | Симферополь — Киев        |
| 245*               | Геническ — Черновцы       | 246*               | Черновцы — Геническ       |
| 281/282*           | -                         | 281/282*           | Геническ — Киев           |
| 341                | Москва — Кишинёв          | 342                | -                         |
| 771                | Киев — Хмельницкий        | 772                | Хмельницкий — Киев        |

Звёздочкой отмечены поезда, курсирующие только в летний период.

## Станция Фастов-2
Товарно-грузовая станция и Локомотивное депо Фастов-II, находится в 3,5 (4) км от ст. Фастов-1 в направлении Мироновки.

## Моторвагонное депо Фастов
Моторвагонное депо Фастов расположено в непосредственной близости от ст. Фастов-1. Подвижной состав — электропоезда типа ЭР9М, ЭР9Е, ЭПЛ9Т, ЭД9М. Обслуживает большинство пригородных маршрутов электрифицированных направлений Юго-Западной железной дороги (Киевскую и Казатинскую дирекции ЮЗЖД).

## Другие пригородные и межобластные маршруты
- Через Фастов-1 курсируют пригородные электропоезда Киев — Казатин, Фастов — Казатин, Киев — Мироновка, Фастов — Мироновка и Фастов — Житомир; межобластные экспрессы Киев — Винница, Киев — Жмеринка, Киев — Хмельницкий, Киев — Шепетовка, Киев — Ровно, Киев — Житомир.

## Галерея
| - Вокзал, нач. XX века | - Вокзал, нач. XX века |